# 2073 (film)
2073 este un film documentar britanic din 2024 regizat de Asif Kapadia. Are loc într-un viitor distopic și este inspirat de filmul lui Chris Marker din 1962, La jetée. Prezintă un călător în timp care își riscă viața pentru a schimba cursul istoriei și a salva viitorul umanității.
A avut premiera în afara competiției la cel de-al 81-lea Festival Internațional de Film de la Veneția la 3 septembrie 2024.

## Distribuție
- Samantha Morton[5]
- Naomi Ackie⁠(d)
- Hector Hewer
- Maria Ressa
- Carole Cadwalladr⁠(d)
- Rana Ayyub Ben Rhodes
- Rahima Mahmut
- Silkie Carlo⁠(d)
- Cori Crider⁠(d)
- George Monbiot⁠(d)
- Nina Schick
- Chris Smalls⁠(d)
- Douglass Rushkof⁠(d)
- Carmody Grey
- Tristan Harris⁠(d)
- James O’Brien⁠(d)
- Anne Applebaum⁠(d)
- Antony Lowenstein⁠(d)

## Producție
În septembrie 2022, s-a dezvăluit că Neon, Double Agent și Film4 vor co-finanța și vor fi producătorii executivi ai filmului. Kapadia și George Chignell au fost producători, iar Davis Guggenheim, Nicole Stott și Jonathan Silberberg producători executivi pentru Studioul Concordia alături de Riz Ahmed de la Left Handed Films.

## Lansare
2073 a avut premiera mondială în afara competiției – în categoria Non-ficțiune – la cea de-a 81-a ediție a Festivalului Internațional de Film de la Veneția. 
A fost proiectat pentru prima dată la 3 septembrie 2024 în Sala Grande. 
A fost prezentat în secțiunea „Strands: Debate” a Festivalului de Film BFI Londra 2024, la 16 octombrie.
Filmul a concurat la cea de-a 57-a ediție a Festivalului de Film de la Sitges în secțiunea „Oficial Fantàstic Competició”. A fost proiectat la 11 octombrie 2024.

## Primire
Pe site-ul web al agregatorului de recenzii Rotten Tomatoes, filmul are un rating de aprobare de 71% pe baza a 14 recenzii, cu un rating mediu de 6,2/10.
Peter Bradshaw de la The Guardian a evaluat filmul cu 3 stele din 5 și a scris: „2073 este cu siguranță un strigăt de furie relevant împotriva forțelor autoritare care ne distrug democrația și mediul înconjurător – și naivitatea blândă și complezentă care lasă ca totul să se întâmple.
Matthew Carey pentru Deadline a avut o recenzie pozitivă: „Există o plauzibilitate tulburătoare în drama 2073 a regizorului Asif Kapadia”. El a încheiat recenzia cu un citat din film: „Acesta nu este ficțiune. Acesta nu este un documentar. Acesta este un avertisment”.
Robbie Collin pentru The Daily Telegraph a evaluat filmul cu 2 stele din 5 și a scris: „Ideea unui film ca avertisment din viitor este una promițătoare, dar 2073 pare mai degrabă un semnal politic pentru ce se întâmplă în prezent”.
Roberto Oggiano, într-o recenzie de la Festivalul de Film din Londra din 2024 pentru Cineuropa, a scris: „Noul film al lui Asif Kapadia este un documentar cu nuanțe apocaliptice, care adoptă o abordare confuză pentru a îmbina trecutul, prezentul și viitorul, realitatea și ficțiunea”.
Davide Abbatescianni, pentru New Scientist, a subliniat modul în care domeniul de aplicare al filmului lui Kapadia este „prea larg” și simplifică prea mult problemele complexe. El a adăugat: „În timp ce faptele individuale citate sunt adesea corecte, modul în care sunt legate poate să semene vag cu lucrări în care evidențierea problemelor globale devine o platformă pentru scufundarea în teoriile conspirației”.